# Models de recessió
Els models de recessió són gràfics que descriuen els diferents tipus de recessió econòmica. Usualment s'anomenen per la forma que dibuixa el gràfic de barres que reflecteix la seva evolució, amb una lletra que simbolitza les pujades i baixades de l'economia al llarg del temps. El model més comú és el model en forma de V, on es produeix un descens general fins a un punt mínim i després comença la recuperació, en un període similar de temps, fins a assolir un nou pic en la renda. Les recessions en forma de U es produeix quan el període de declivi dura més i, malgrat que pugui haver-hi moments de creixement puntual, en general l'economia de la zona estudiada es manté en crisi, retroalimentant-se, fins que aconsegueix un canvi en la situació global. Les recessions W són similars a les que tenen forma de V però amb un pic intermedi de bonança que sembla superar el declivi, per tornar a caure posteriorment, a vegades amb més rapidesa. Les més dures són les que adopten el model de la L, on hi ha una caiguda general dels indicadors i pocs indicis de recuperació a mitjà termini.